# Pitágoras de Argos
Pitágoras de Argos (en griego antiguo: Πυθαγόρας) fue un militar de la Antigua Grecia y era cuñado (según Tito Livio sería el yerno) del rey tirano y también reformador de Esparta, Nabis.
Durante la guerra contra Nabis del año 195 a. C., y antes de la rendición de Gitión, Pitágoras acudió en ayuda de Esparta con un ejército de dos mil argivos y más de mil soldados mercenarios.